# پاسکال کراوس
پاسکال کراوس (انگلیسی: Pascal Krauss؛ زادهٔ ۱۹ آوریل ۱۹۸۷) ورزشکار هنرهای رزمی ترکیبی و جودوکار اهل آلمان است. وی بین سال‌های ۲۰۰۸ تا ۲۰۱۳ میلادی فعالیت می‌کرد.